# بلی برگ (ورانگه)
بلی برگ (به صربی: Beli Breg) یک منطقهٔ مسکونی در صربستان است که در ناحیه پچینیا واقع شده‌است. بلی برگ ۹۴ نفر جمعیت دارد.